# Stiriodes condistica
Stiriodes condistica är en fjärilsart som beskrevs av Dyar 1912. Stiriodes condistica ingår i släktet Stiriodes och familjen nattflyn. Inga underarter finns listade i Catalogue of Life.